# Reingers
Reingers osztrák község Alsó-Ausztria Gmündi járásában. 2018 januárjában 635 lakosa volt.

## Elhelyezkedése

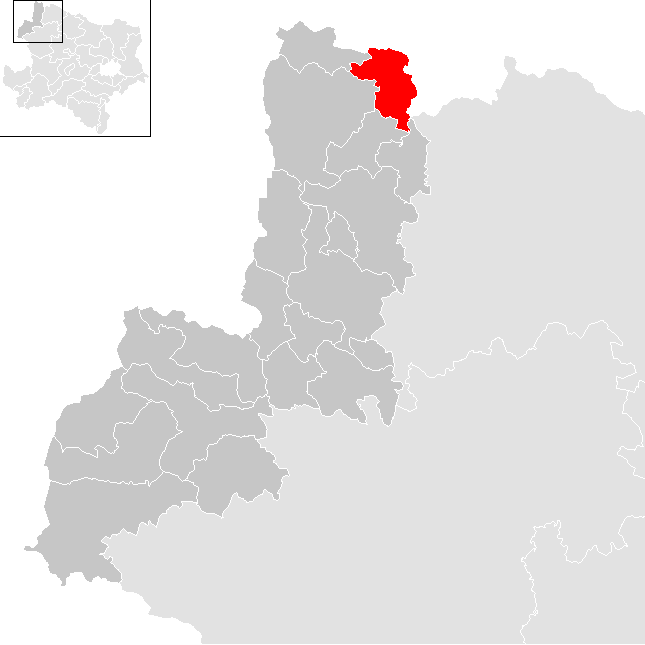
Reingers a Gmündi járásban

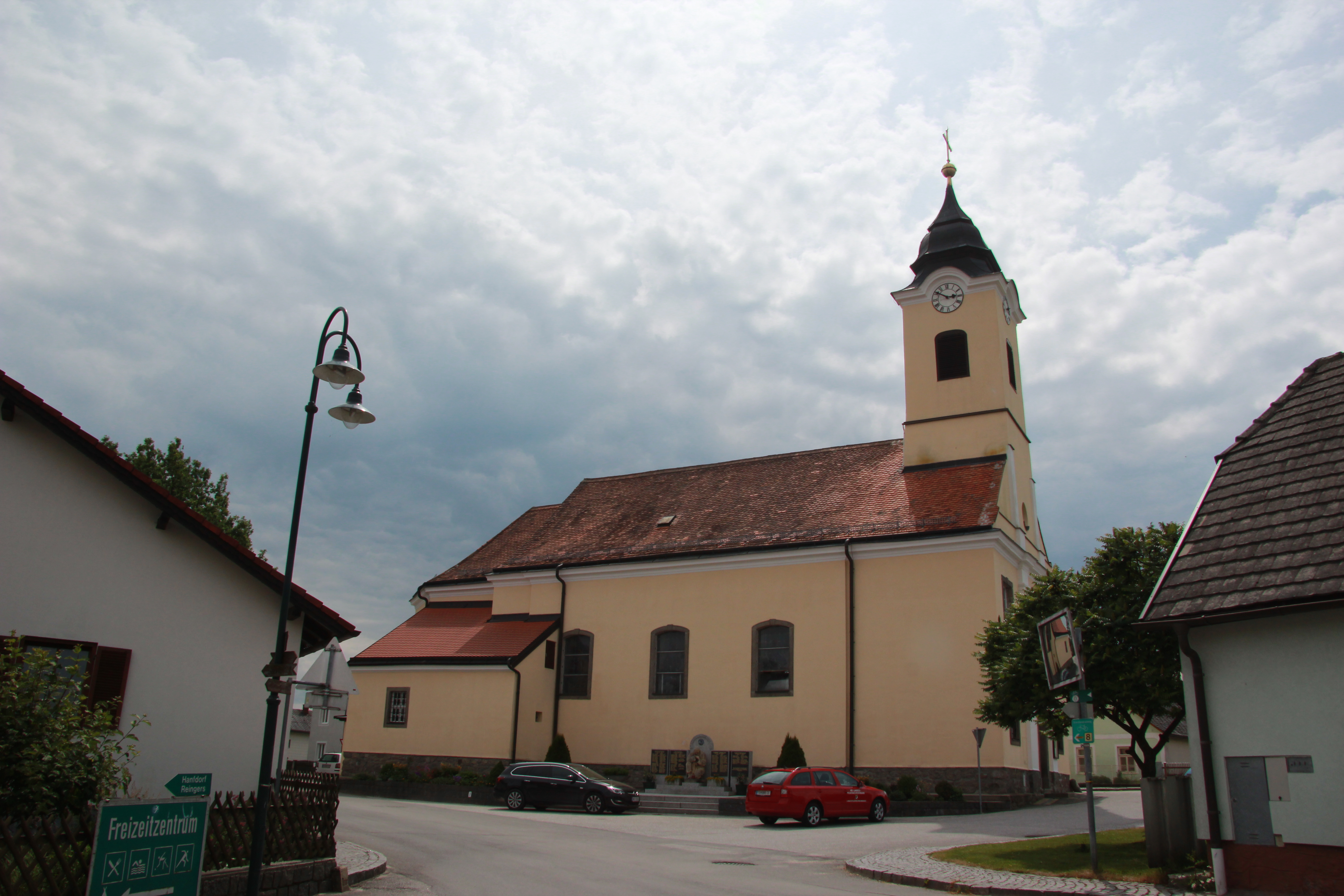
A Szentháromság-plébániatemplom

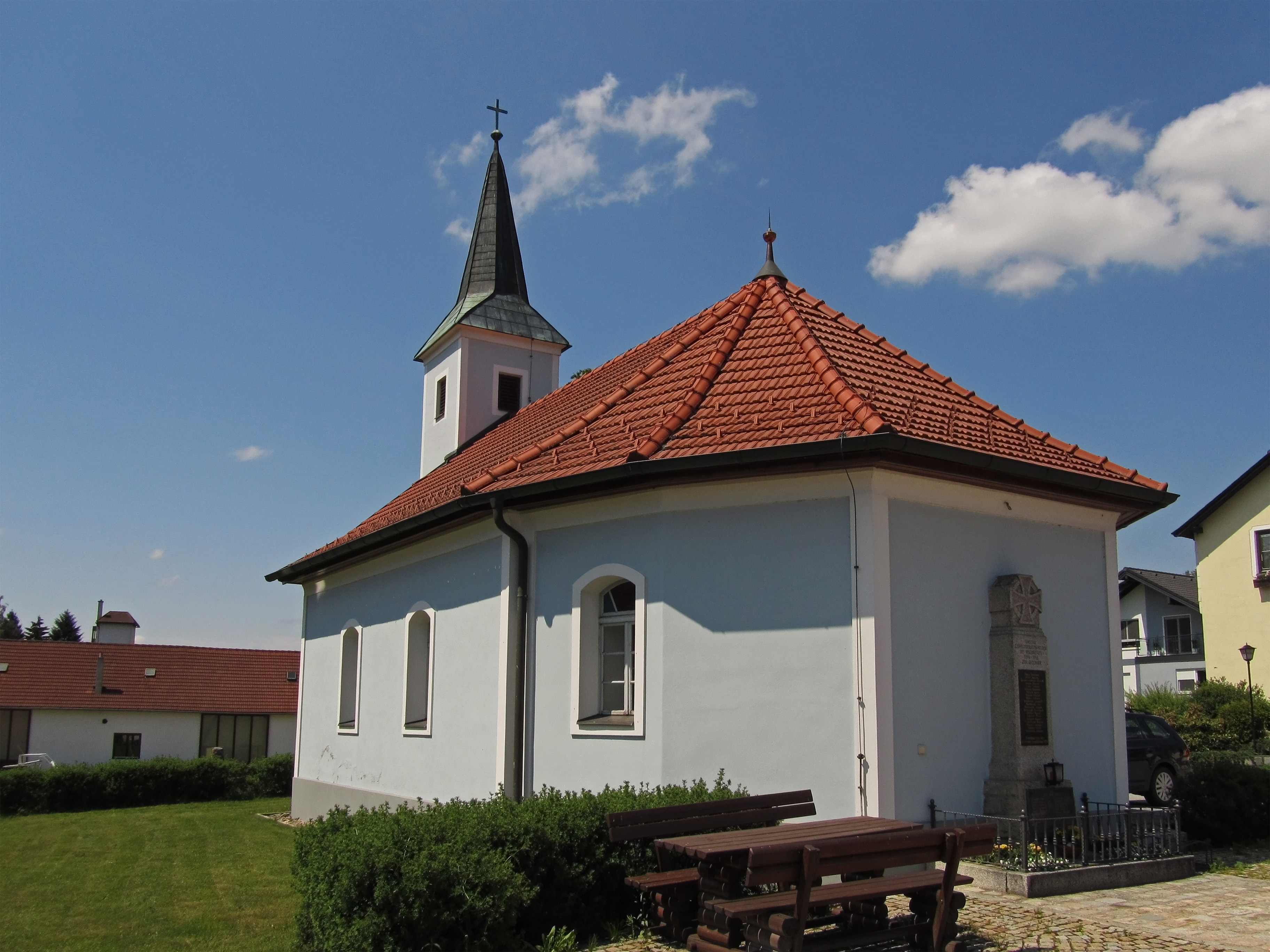
Lepoldsdorf kápolnája

Reingers Alsó-Ausztria Erdőnegyedének (Waldviertel) északnyugati részén fekszik, közvetlenül a cseh határ mellett, a Braunaubach folyó mentén. Legfontosabb állóvizei a Braunaubach felduzzasztásával létrehozott Müllerteich, valamint a Kalkteich. Reingers az európai vízválasztón fekszik, a Braunaubach a Moldván keresztül az Északi-tengerbe, míg kisebb patakjai a Fekete-tengerbe viszik vizüket. Területének 43,2%-át erdő borítja. Az önkormányzat 5 települést egyesít: Grametten (53 lakos 2018-ban), Hirschenschlag (112), Illmanns (61), Leopoldsdorf (215) és Reingers (194). A kataszteri közösségek Grametten, Hirschenschlag, Illmanns, Leopoldsdorf és Reingers.
A környező önkormányzatok: délkeletre Eggern, délre Eisgarn, nyugatra Litschau, északnyugatra Haugschlag, északra Nová Bystřice, keletre Staré Město pod Landštejnem (utóbbi kettő Csehországban). Nová Bystřice felé határátkelő működik,

## Lakosság
A reingersi önkormányzat területén 2018 januárjában 635 fő élt. A lakosságszám 1951 óta (akkor 1116 fő) csökkenő tendenciát mutat. 2015-ben a helybeliek 97,7%-a volt osztrák állampolgár; a külföldiek közül 1,2% a régi (2004 előtti), 0,9% az új EU-tagállamokból érkezett. 2001-ben a lakosok 94,7%-a római katolikusnak, 3,5% pedig felekezeten kívülinek vallotta magát.

## Látnivalók
- a Szentháromság-plébániatemplom 1784-ben épült.
- Leopoldsdorf kápolnája
- a helytörténeti múzeum
- a hírhedt 19. századi rabló, Grasl ("az Erdőnegyed Robin Hoodja") barlangja
- az ún. "kenderfalu"

## Fordítás
- Ez a szócikk részben vagy egészben  a   Reingers című német Wikipédia-szócikk ezen változatának fordításán alapul.  Az eredeti cikk szerkesztőit annak laptörténete sorolja fel. Ez a jelzés csupán a megfogalmazás eredetét és a szerzői jogokat jelzi, nem szolgál a cikkben szereplő információk forrásmegjelöléseként.